# Unitat dels Fusellers de la Sitx

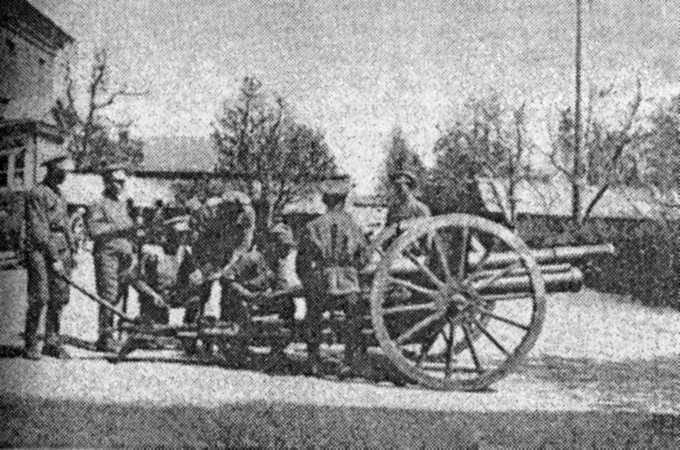
Soldats dels fusellers de la Sitx durant la guerra d'independència ucraïnesa

La Unitat dels Fusellers de la Sitx (en ucraïnès: Січові Стрільці, Sitxovi Striltsi) fou una unitat regular de l'exèrcit de la República Popular d'Ucraïna que funcionà sota diverses formes organitzatives del 1917 al 1919.

## Principi
La unitat dels fusellers de la Sitx fou creada a Kíev el 13 de novembre del 1917 per un comitè. Els seus primers reclutes eren antics soldats dels campaments de l'exèrcit austrohongarès escapats dels camps de presoners de guerra russos. Es van establir a Kíev per participar en l'establiment d'un estat ucraïnès. A finals de gener del 1918, la unitat s'organitzà en tres companyies, comandades respectivament pels capitans Roman Suixko, Ivan Txmola i Vassil Kutxabski. Sota el comandament del coronel Ievhèn Konovàlets la unitat va defensar Kíev contra una insurrecció bolxevic. Més tard es va tornar a enfrontar a les forces d'invasió bolxevic i assegurà la retirada del govern de la República Popular d'Ucraïna a Jitòmir. Després de la represa de Kíev l'1 de març de 1918, la unitat va ser assignada a la protecció de les institucions públiques i a la preservació de l'ordre públic a la ciutat.
Quan el hetman Pavlò Skoropadski va arribar al poder el 29 d'abril de 1918 per un cop d'Estat, la unitat es va negar a obeir-lo i va ser desarmada per les tropes alemanyes. Els soldats del regiment es van sumar a altres unitats militars, incloent la de Petrò Bolbotxan en el seu Segon Regiment Zaporoja, o a les milícies. Més tard, amb el consentiment de l'hetman, es va autoritzar un reagrupament parcial de la unitat i a finals d'agost del 1918 es va formar un destacament a Bila Tserkva. Aquest destacament d'aproximadament 1.200 homes va ser dividits en un regiment d'infanteria compost per una companyia de metralladores, una tropa de reconeixement, una bateria d'artilleria i una unitat tècnica.
El destacament va tenir un paper clau en el derrocament de l'hetman Pavlò Skoropadski en començar la revolta de Bila Tserkva i en aconseguir una victòria decisiva sobre les forces de Pavlò Skoropadski el 18 de novembre a Motovílivka. Durant el setge de Kíev, el destacament es reforçà considerablement fins a 11.000 homes i després fins a 25.000 al principis del mes de desembre, quan es van incorporar dues divisions, la del Dnièper i la del mar Negre. Després de la presa de Kíev els dies 14 i 15 de desembre de 1918, el destacament va ser dissolt en unitats més petites.

## Final
En el segon període de la guerra d'Ucraïna i la Unió Soviètica, a partir de gener de 1919, la divisió dels Fusellers de la Sitx es va dividir en tres grups de combat, que es van situar en diverses direccions diferents per bloquejar l'ofensiva bolxevic a Kíev. Després d'haver patit grans pèrdues al febrer de 1919, la divisió dels Fusellers de la Sitx va retrocedir i es va consolidar com a Cos dels fusellers Sitx, amb prop de 7.000 homes. Malgrat una retirada a Berdítxiv, el Cos va continuar lluitant en les regions de Xepetivka i Krèmenets.
Al juliol, va ser rebatejat com a Grup de Fusellers de la Sitx i fou assignat al grup armat del coronel Arnold Wolf per dur a terme un atac contra Kíev. Aquest grup d'uns 8.600 homes estava compost per sis regiments d'infanteria, sis regiments d'artilleria, un regiment de cavalleria, una unitat autopropulsada, i diversos trens blindats. Després de lluitar en el camí de Kòrosten, el grup va tornar a Xepetivka quan es va obrir un nou front amb Anton Denikin.
A mitjan octubre, el Cos va ser transferit a aquest front. El grup va patir greus pèrdues i fou presa de malalties. A prop de Starokostiantíniv, el 6 de gener de 1919, el Cos va decidir desmobilitzar-se. Els membres d'aquest òrgan es van unir a unitats partisanes, altres van ser internats pels polonesos des de la primavera del 1920